# Mitrovics Gyula (tanár, 1841–1903)
Mitrovics Gyula (Sátoraljaújhely, 1841. május 16. – Debrecen, 1903. január 25.) református lelkész, teológus, tanár, író.

## Élete
A gimnáziumot 1853-61-ben és a teológiai tanfolyamot 1861-65-ben Sárospatakon végezte, ahol azután 1867 tavaszáig segédtanár volt. Ekkor külföldre ment és mintegy másfél évig Heidelbergben, Göttingenben és Zürichben gyarapította ismereteit. 1868. szeptemberben a gyakorlati teológia és keresztyén erkölcstan tanára és a főiskola papja lett Sárospatakon. A tiszáninneni egyházkerület 1876-ban al-, 1884-ben főjegyzőjévé, több ízben az egyetemes konvent tagjává, ez pedig mindannyiszor egyik jegyzőjévé választotta. Tagja és jegyzője volt a debreceni és budapesti zsinatnak; ő írta a tiszáninneni egyházkerület által elfogadott Utasításokat az 1891-92. évi Zsinati törvények életbeléptetéséhez; ő írta a Szent István napjának megünneplése tárgyában kiadott miniszteri rendeletre is a feliratot, sat. Szintén tagja volt az egyetemes tanügyi bizottságnak és a protestáns irodalmi társaság bíráló bizottságának. 1895-ben debreceni lelkésszé választották, így mindeme hivatalairól lemondott és 1896 áprilisától óta új állásán működött. Egyike volt a legjelesebb tanároknak és emellett kitűnő szónok hírében állt. A szabadelvű teológiai irány legkiválóbb képviselői közé tartozott.
Családja, származása
Édesapja Mitrovics Mihály volt. (Lazony, egyes források szerint Szalók, Zemplén megye, 1806 - Sárospatak, Zemplén megye,1873 június 21.) Eredetileg görög katolikus volt, majd felesége hatására tért át a református hitre. Meg nem erősített források szerint felmenői mind görög katolikusok voltak, akik között számtalan paróchus is található. Foglalkozását tekintve szabómester volt, Sátoraljaújhelyen volt a műhelye.
Édesanyja Barlógh Terézia volt. (Berettő, Zemplén megye, 1814 - Sárospatak, Zemplén megye, 1879. április 10.) Református vallású volt, a családja 1659-ben kapott nemességet.)
Gyermekkora
Sátoraljaújhelyen, a Börtön utca 19. szám alatt élt a család, egy négyszobás házban.
Két testvére született: Ottília (Sátoraljaújhely, Zemplén megye - Hardicsa, Zemplén megye, 1903 után) és Terézia (Sátoraljaújhely, Zemplén megye 1836 - Nagykőrös, 1897. május 13.) 

## Írásai
Cikkei a Vasárnapi Ujságban (1865. Rételpatak és a melegforrás, tört. emlék a honfoglalás napjaiból, A rómaiak temetkezése, 1866. Valkómegye, Garavár); a sárospataki Emlékkönyvben (melynek ő volt a szerkesztője, 1866. beszélyek); a Sárospataki Füzetekben (1866. Origines, Egy adalék Kazinczy Ferencz ismeretlen kéziratainak gyűjteményéhez, 1867. Pelagius és Augustinus, Nézetek a Krisztus theanthroposzi személyisége felett és könyvism., 1869. Lessing mint theologus, Néhány szó a miniszteri, gymnasiumi és lyceumi tantervről és könyvismert.); a Zemplénben (beszélyek és Adatok Sátoralja-Ujhely történetéhez, Utazási rajzok); utazási rajzokat más lapokba is írt Viátor név alatt. A Prot. Népiskolai Közlönybe írt egyháztörténelmi tanulmányokat és rajzokat, mint: Origines, Pelagius és Augustinus, Dinter sat.; a Ballagi Prot. Egyh. és Isk. Lapjának 1868-tól állandó munkatársa volt és egyházpolitikai értekezéseket és kritikákat írt a lapba; valamint a Szász Domokos által szerkesztett Erdélyi Prot. Közlönybe is. Újabb időben a Fővárosi Lapokba, a Prot. Szemlébe és a Debreczeni Prot. Lapba írt czikkeket; a sárospataki ev. ref. gymn. Értesítőjében (1880. és 1881. igazgatói zárbeszéd); a Prot. Lelkészi Tárban (1902. Naplójegyzetek) sat.

## Munkái
- Egyházi és szertartási beszédek. Sárospatak, 1872. (Ism. Prot. Egyh. és Isk. Lap.).
- Beszéd néhai br. Vay Henrik emlékünnepe alkalmával, Sárospatak, 1875.
- Egyháziatlanság és üres templomok. Sárospatak, 1876. (Ism. Prot. Egyh. és Isk. Lap 1876-77).
- Lang Henrik válogatott vallásos beszédei, ford., szerző életrajzával. Sárospatak, 1877. (Ism. Prot. Egyh. és Isk. Lap).
- A keresztyén erkölcstudomány rövid foglalatja, Népiskolák számára átdolgozva. Sárospatak, 1877. (Ism. Prot. Egyh. és Isk. Lap. 2. kiadás. Sárospatak, 1892.).
- Egyházi szónoklattan, tekintettel a magyar egyházi beszédirodalomra. Tanítványai számára való olvasmányul Sárospatak, 1878. (Ism. Prot. Egyh. és Isk. Lap).
- A keresztyén hit- és erkölcstudomány rövid foglalatja. Népiskolák számára. Sárospatak, 1884. (Ism. Prot. Egyh. és Isk. Lap 1883.).
- Hétköznapi bűnbánati és alkalmi imák. Sajtó alá rendezte Borsodi József. Sárospatak, 1886.
- Rendszabályok az új zsinati törvények végrehajtására. Sárospatak, 1894.
- A polgári házasság törvényei párhuzamban az eddigi házassági joggal. Sárospatak, 1895.
- Dolgozatok az egyház és iskolai élet köréből. I. füzet. (1884-85). Sárospatak, 1895.
- Az én lelkipásztori hitvallásom. Beköszöntő egyházi beszéd. Irta és elmondta a debreczeni ref. egyház nagy templomában 1896. ápr. 12. Debreczen, 1896.
- Magyarország ezeréves fennállása emlékére tartott beszéd és ima. 1886. máj. 10. Debreczenben. Debreczen. (Többek beszédeivel együtt).
- Liturgika. Bpest, 1903.
- Összegyüjtött papi dolgozatai. Debrecen, 1906-13. Első kötet

1881-ben alapította a Sárospataki Lapokat, melyet az ottani főiskolai irodalmi kör ad ki mint egyházi és iskolai szakközlönyt, és öt évig szerkesztette.